# Candy Box
Candy Box! es un videojuego de navegador incremental independiente de 2013. El juego fue desarrollado por un estudiante francés de 19 años de edad usando el seudónimo "aniwey" y lanzado en abril de 2013. Candy Box! es un juego de rol basado en texto en línea y presenta arte ASCII en lugar de arte tradicional.
Una secuela, titulada Candy Box 2, fue publicada el 24 de octubre de 2013.

## Juego y sinopsis

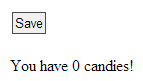
Candy Box! empieza con un botón de guardar y un contador de caramelos.

El juego gira en torno a los caramelos, que los jugadores comienzan a recibir a una tasa de uno por segundo; sin embargo, este número puede aumentar con más jugabilidad. Inicialmente, la jugabilidad parece muy escasa, pero las opciones aparecen a medida que el jugador realiza acciones. Por ejemplo, los dulces se pueden comer o usar para comprar artículos. Los jugadores pueden eventualmente emprender misiones y matar monstruos para ganar dulces. Mediante la realización de misiones, el jugador obtiene objetos a los que se puede acceder en su inventario.

## Desarrollo y lanzamiento
Candy Box! fue desarrollado durante un período de dos meses por el desarrollador de juegos indie "aniwey", un estudiante de Caen, Francia, de 19 años, y publicado en abril de 2013.
Una secuela, titulada Candy Box 2, fue publicada el 24 de octubre de 2013. El código fuente de Candy Box 2, escrito en TypeScript, fue publicado bajo la GPLv3.

## Recepción
Kotaku señaló que "Candy Box! es una curiosa combinación de' gráficos' ASCII, elementos de juego de roles y gestión de recursos que ha cautivado a cientos de miles de personas". Según Mashable, el "encantador estilo de arte ASCII oculta un juego muy profundo que puede volverse adictivo rápidamente". El editor de PC Gamer Shaun Prescott encontró el juego particularmente adictivo, describiéndolo como "Cow Clicker como RPG". Justin Davis de IGN declaró que, junto con A Dark Room y Cookie Clicker, Candy Box! se ha convertido en uno de los juegos incrementales más conocidos. Rock, Paper, Shotgun llamó a Candy Box! número 21 de los 50 mejores juegos gratuitos en PC en 2016.
Su sucesor, Candy Box 2, recibió una amplia recepción pública y fue recomendado en una revista de PC World en octubre de 2013 con las palabras "Juega esto ahora mismo".